# Jiří Lipták
Jiří Lipták (Brno, Checoslovaquia, 30 de marzo de 1982) es un deportista checo que compite en tiro, en la modalidad de tiro al plato.
Participó en dos Juegos Olímpicos de Verano, en los años 2012 y 2020, obteniendo una medalla de oro en Tokio 2020, en la prueba de foso.
Ganó tres medallas en el Campeonato Mundial de Tiro entre los años 2010 y 2022, y seis medallas en el Campeonato Europeo de Tiro entre los años 2008 y 2022.

## Palmarés internacional
| Juegos Olímpicos   | Juegos Olímpicos      | Juegos Olímpicos  | Juegos Olímpicos |
| Año                | Lugar                 | Medalla           | Prueba           |
| ------------------ | --------------------- | ----------------- | ---------------- |
| 2020               | Tokio (Japón)         | Medalla de oro    | Foso             |
| Campeonato Mundial |                       |                   |                  |
| Año                | Lugar                 | Medalla           | Prueba           |
| 2010               | Múnich (Alemania)     | Medalla de bronce | Foso             |
| 2017               | Moscú (Rusia)         | Medalla de bronce | Foso             |
| 2022               | Osijek (Croacia)      | Medalla de plata  | Foso por equipo  |
| Campeonato Europeo |                       |                   |                  |
| Año                | Lugar                 | Medalla           | Prueba           |
| 2008               | Nicosia (Chipre)      | Medalla de bronce | Foso             |
| 2012               | Lárnaca (Chipre)      | Medalla de plata  | Foso             |
| 2018               | Leobersdorf (Austria) | Medalla de bronce | Foso             |
| 2019               | Lonato (Italia)       | Medalla de oro    | Foso             |
| 2021               | Osijek (Croacia)      | Medalla de plata  | Foso             |
| 2022               | Lárnaca (Chipre)      | Medalla de oro    | Foso             |